# قاباق‌تپه (داش‌کسن)
قاباق‌تپه (به لاتین: Qabaqtəpə) منطقه‌ای مسکونی در جمهوری آذربایجان است که در شهرستان داش‌کسن واقع شده است. قاباق‌تپه ۷۸۸ نفر جمعیت دارد.